# Річард Гіккі
Річард Хіккі (англ. Richard Hickey, більш відомий як  'Rich Hickey' ) - творець мови програмування Clojure, діалекту мови Lisp, побудованого на основі Java Virtual Machine. Раніше займався розробкою dotLisp - схожого проєкту, але ґрунтується на  .NET - платформі.
На даний момент в більшості джерел Хіккі вказується як «незалежний розробник ПЗ і консультант з 20-річним досвідом роботи в різних областях розробки ПЗ». Відзначається, що він «працював над системами управління, автоматизацією мовлення, аналізом аудіо і відбитків пальців, проєктуванням баз даних,  управлінням прибутком системами" опитування на виході "(екзит-пол) і системами голосового управління машинами».
Він провів близько 2,5 років у роботі над Clojure, перш ніж представив її світу, причому велику частину цього часу він працював лише над Clojure без сторонніх приробітків, живучи лише на свої заощадження. Коли прийшов час представити свій проєкт, то цим поданням стало лише один лист, розісланий декільком друзям в співтоваристві Common Lisp. Далі новина про цей проєкт поширювалася «вірусно», тобто людьми, що зацікавилися проєктом.